# Matinera menuda d'Annam
La matinera menuda d'Annam (Schoeniparus klossi) és una espècie d'ocell de la família dels pel·lornèids (Pellorneidae) que habita el sotabosc del sud del Vietnam.